# Gaeun-eup
Gaeun-eup (koreanska: 가은읍) är en köping i kommunen Mungyeong i provinsen Norra Gyeongsang i den centrala delen av
Sydkorea, 140 km sydost om huvudstaden Seoul.